# Sindacato del crimine di Clerkenwell
Il sindacato del crimine di Clerkenwell (Clerkenwell crime syndicate), anche conosciuto come Adams crime family o A-team dalla stampa britannica, è una delle più potenti organizzazioni criminali del Regno Unito.
Il gruppo fu creato nei primi anni ottanta da Terrence "Terry" Adams insieme ai fratelli Sean e Patrick. L'organizzazione si espanse fino ad includere altre famiglie malavitose dell'area intorno a Islington. Il nome del gruppo deriva proprio dal nome di uno dei quartieri del sobborgo londinese, Clerkenwell. Terry Adams, fino al 2007 (anno in cui ammise alcuni dei suoi crimini davanti alla legge, tra cui il riciclaggio di denaro sporco) è vissuto nell'area di Barnsbury, a Islington.
L'organizzazione controlla innumerevoli attività illecite quali traffico di droga, estorsioni, frodi finanziarie e usura.

## Elementi principali del gruppo
- Terrence "Terry" Adams
- Sean "Tommy" Adams
- Patrick "Patrsy" Adams
- Gilbert Wynter
- Saul "Solly" Nahome
- Billy Isaacs
- Christopher McCormack
- Michael Adams
- Robert Adams
- Anthony Passmore
- Pat McCadden
- Anthony Jones
- David Tucker